# Babe My Love
Pour les articles homonymes, voir Aishiteru.
Babe My Love (愛してるぜベイベ★★, Aishiteruze baby, littéralement Je t'adore, baby !) est un manga de Yōko Maki. Il a été prépublié entre avril 2002 et janvier 2005 dans le magazine Ribon de l'éditeur Shueisha et a été compilé en un total de sept volumes. La version française est publiée en intégralité par Panini Comics.
Une adaptation en série télévisée d'animation de vingt-six épisodes produite par le studio TMS Entertainment a été diffusée du 3 avril 2004 au 9 octobre 2004 sur Animax au Japon. Dans les pays francophones, la série est éditée en DVD par IDP Home Video.

## Synopsis
Kippei est un play-boy qui ne fait rien en classe. Mais il ne se doute pas que cette vie va prendre fin, le jour où sa petite cousine Yuzuyu débarque chez lui. En effet, la mère de Yuzuyu, en pleine dépression à la suite de la mort de son mari, a disparu, et c'est Kippei qui se retrouve chargé par sa grande sœur de s'occuper de la fillette de cinq ans. Le jeune homme fera des débuts difficiles dans son nouveau rôle de grand frère, mais au fil des épisodes, il s'améliorera en apprenant à mieux connaître Yuzuyu et comprendre ses besoins ainsi qu'à gérer sa vie de lycéen en parallèle.

## Personnages

### Personnages principaux
- Kippei Katakura (片倉 結平, Katakura Kippei?) est tout d'abord un play-boy irresponsable qui laisse la vie le mener, jusqu'au jour où sa sœur Reiko lui confie la garde de Yuzuyu, sa cousine âgée de 5 ans. Dès lors, il va devoir mettre de l'ordre dans sa vie et assumer les conséquences de ses actes.
- Yuzuyu Sakashita (坂下 ゆずゆ, Sakashita Yuzuyu?) est le personnage principal de la série. À la mort de son père, sa mère fit une dépression et l'abandonna. Elle fut recueillie par la famille Katakura et Reiko confia sa garde à son bon-à-rien de petit frère, Kippei, en espérant qu'il bénéficiera de cette expérience. Yuzuyu adore son cousin Kippei, qu'elle considère comme son grand frère qui, bien que par ses maladresses, lui mène la vie assez dure au début, notamment avec sa cuisine désastreuse.

### Famille de Kippei
- Mère : Misako Katakura (片倉 三沙子, Katakura Misako?)
- Père : Eiichi Katakura (片倉 栄一, Katakura Eiichi?)
- Grand-père
- Grand-mère
- Reiko Katakura (片倉 鈴子, Katakura Reiko?) est la grande sœur autoritaire de Kippei. C'est elle qui décide de confier Yuzuyu à Kippei et qui n'hésite pas à le remettre à sa place quand il manque à ses devoirs. Elle a beaucoup de mal à pardonner à la mère de Yuzuyu d'avoir abandonné sa fille, étant elle-même stérile. Yuzuyu l'appelle Onee-sama (terme très poli signifiant grande sœur).
- Satsuki Katakura (片倉 皐, Katakura Satsuki?) est le petit frère de Reiko et de Kippei. Son air est toujours égal, posé et intellectuel, ce qui le place aux antipodes de Kippei. À sa naissance, il aurait dit son prénom en se prétendant être le fils du diable et toute sa famille, à part Kippei (qui trouvait ça plutôt génial), l'évita pendant un moment.

### Camarades de classe de Kippei
- Kokoro Tokunaga (徳永 心, Tokunaga Kokoro?) est l'une des rares filles du lycée de Kippei qui se refuse à "jouer" avec lui et qui semble même mépriser franchement son attitude volage. Sa mère est morte lorsqu'elle avait six ans et elle supporte mal le fait que son père se remarie et fasse disparaître petit à petit tous les souvenirs de sa mère. Elle décide alors de prendre un appartement et de vivre seule. Bien que Kippei coure volontiers après les filles, Kokoro est la seule pour qui il semble vraiment éprouver de l'affection. Sa prétendue indifférence envers ce qui l'entoure trouve en réalité des causes profondes.

### Camarades de maternelle de Yuzuyu
- Marika est l'archétype de la petite fille "pourrie gâtée". Sa mère doit toujours suivre ses ordres, son père est également une "machine à jouer". La première fois qu'elle voit Kippei venir chercher Yuzuyu (Marika déteste Yuzuyu en quelque sorte, elle se moque tout le temps en lui disant qu'elle n'a pas de maman), ce fut le coup de foudre pour elle (- Maman je veux un grand frère comme Kippei !). Elle finira par devenir amie avec Yuzuyu.
- Ken est un des camarades de classe de Yuzuyu. Au début, il se moque du déjeuner de Yuzuyu, ce qui lui vaudra une gifle de la part de cette dernière (bien fait pour lui). Il deviendra aussi ami avec Yuzuyu par la suite.
- Shouta est un enfant de la classe des cerises que Yuzuyu rencontre à la maternelle. Petit à petit, en se rapprochant de lui, Yuzuyu découvre que Shouta est maltraité par sa mère ...

## Manga
| no | Japonais         | Japonais      | Français          | Français      |
| no | Date de sortie   | ISBN          | Date de sortie    | ISBN          |
| -- | ---------------- | ------------- | ----------------- | ------------- |
| 1  | 15 novembre 2002 | 4-08-856416-2 | 23 août 2006      | 9782845387584 |
| 2  | 15 avril 2003    | 4-08-856452-9 | 28 septembre 2006 | 9782845387904 |
| 3  | 8 août 2003      | 4-08-856484-7 | 23 novembre 2006  | 9782845388475 |
| 4  | 15 janvier 2004  | 4-08-856515-0 | 11 janvier 2007   | 9782845388932 |
| 5  | 14 mai 2004      | 4-08-856536-3 | 22 mars 2007      | 9782845389328 |
| 6  | 15 octobre 2004  | 4-08-856565-7 | 10 mai 2007       | 9782845389885 |
| 7  | 15 mars 2005     | 4-08-856594-0 | 12 juillet 2007   | 9782809400298 |

## Anime

### Fiche technique
- Année : 2004
- Réalisation : Masaharu Okuwaki
- Character design : Junko Yamanaka, Masatomo Sudô
- Musique : Miki Kasamatsu
- Animation : TMS Entertainment
- Licencié en France par : IDP/Taïfu Vidéo
- Nombre d'épisodes : 26

### Génériques
Chantés par Yō Hitoto
- Opening : Sunny side up
- Ending : Nennen saisai (年年歳歳?)

### Doublage
| Personnages      | Personnages      | Voix japonaises  | Voix françaises      |
| ---------------- | ---------------- | ---------------- | -------------------- |
| Kippei Katakura  | Kippei Katakura  | Daisuke Fujita   | Aurélien Ringelheim  |
| Kokoro Tokunaga  | Kokoro Tokunaga  | Fumina Hara      | Cathy Boquet         |
| Yuzuyu Sakashita | Yuzuyu Sakashita | Miyu Tsuzurahara | Coralie Vanderlinden |